# نشانه هوور (ریه)
نشانه هوور (انگلیسی: Hoover's sign) در پزشکی ریه یکی از دو نشانه‌ای است که چارلز فرانکلین هوور آنها را توصیف نمود.
نشانهٔ هوور به حرکت قفسه سینه تحتانی به سمت داخل در جریان دم اشاره دارد، - به جای حرکت به سمت بیرون که طبیعی است - و نشاندهندهٔ یک دیافراگم صاف، اما کارآمد است که اغلب با بیماری مزمن انسدادی ریه همراه است.